# Župna crkva sv. Franje Asiškog u Montevideu
Župna crkva sv. Franje Asiškog u Montevideu (šp. Parroquia San Francisco de Asís) je rimokatolička župna crkva u Montevideu, Urugvaj. Posvećena je Svetom Franji Asiškom. Posvećena je i otvorena 2. prosinca 1840. u neoromaničkom stilu, prema nacrtima arhitekta Víctora Rabúa.
Svete mise radnim se danom održavaju u 17:30, a nedjeljom i blagdanima u 14:30 i 17:30 sati. Nalazi se na raskrižju ulica Cerrito i Solís u povijesnoj četvrti (barrio) Ciudad Vieja. Izgrađena je u 19. stoljeću u francusko-ukrajinskom stilu arhitekta Víctora Rabúa, kojega je nadahnula Bazilika Saint-Sernina u Toulouseu. Crkva je nadograđena i obnovljena 1870. godine.

## Vanjske poveznice
|  | Zajednički poslužitelj ima još gradiva o temi Župna crkva sv. Franje Asiškog u Montevideu |